# ATFR-katalogen
ATFR-katalogen är en tryckt katalog med adress- och kontaktuppgifter till större delen av all offentlig verksamhet i Sverige.
Katalogen var från början ett adress- och faktaregister förbehållet försvarsmaktens högkvarter. Genom åren har katalogen vuxit i omfattning och innehåller numera (2025) cirka 1300 poster. Adressuppgifterna gäller bland annat Försvarsmakten, länsstyrelser, regioner, kommuner, myndigheter och domstolar i Sverige. Det finns även adressuppgifter till ett antal privata företag, framför allt med anknytning till försvarsindustrin. Katalogen används ofta av myndigheters beredskaps- eller signalskyddsfunktion och beredskapsskäl är också främsta orsaken till att katalogen fortfarande ges ut i tryckt format.
Uppgifterna i katalogen uppdateras genom utskick av rättningsblankett där de införda enheterna själva skickar in korrekta uppgifter. Katalogen innehåller därför adressuppgifter som i vissa fall inte finns i andra offentliga register, till exempel kryptofaxnummer (även kallat kryfax).
ATFR är en förkortning för Adresser – Telefonnummer – Förkortningar – Register.

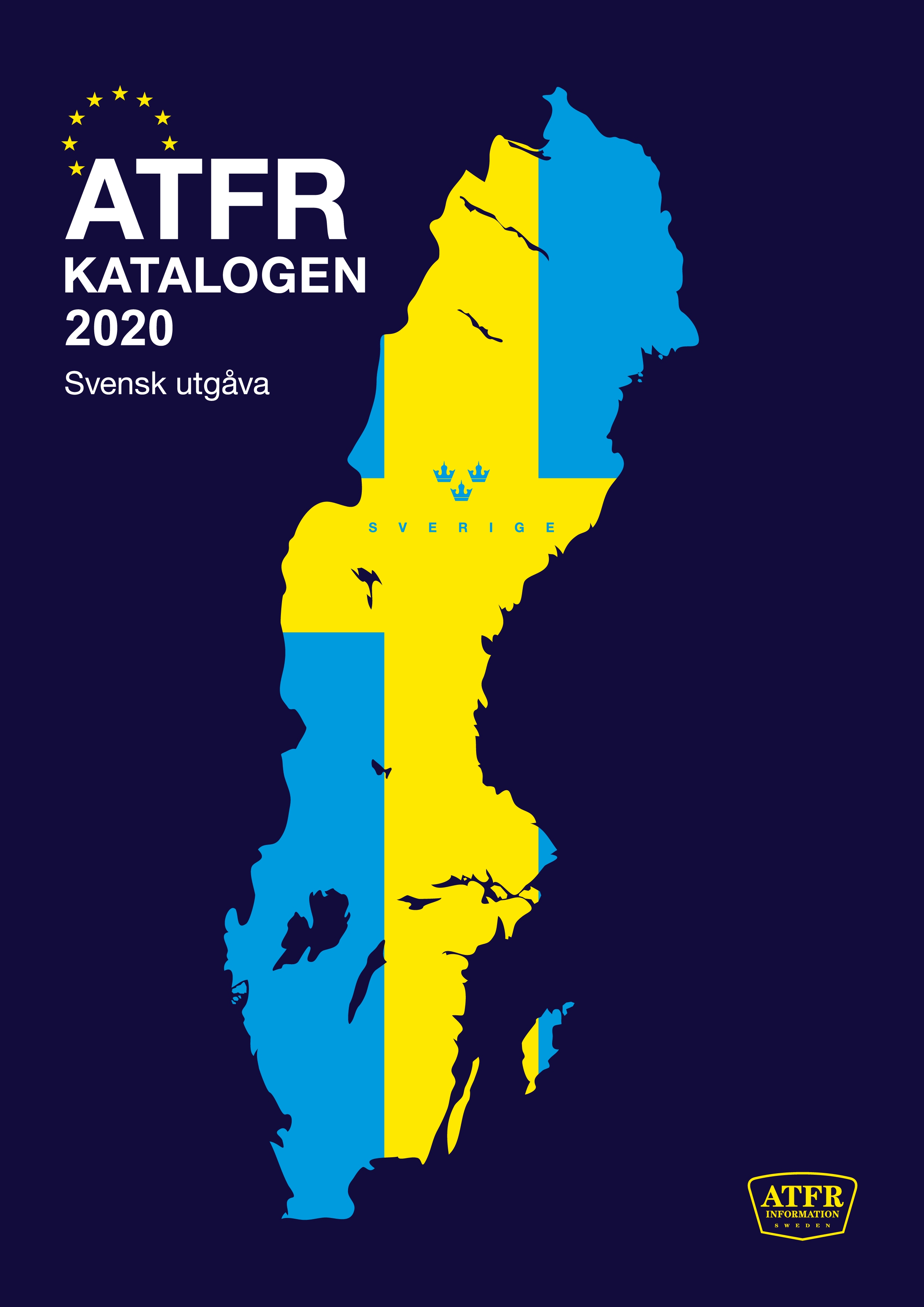
ATFR-katalogens omslag år 2020, utgåva 50

## Katalogens utformning
ATFR-katalogen består av två huvuddelar. Den första delen utgörs av ett sökregister i strikt alfabetisk ordning. I den andra delen återfinns adressregistret där enheterna huvudsakligen är införda i alfabetisk ordning. Adressregistret har dock ett antal rubriker för att gruppera vissa enheter. Exempel på sådana rubriker är Försvarsmakten, Kommuner och Tingsrätter. Detta gör att katalogen är sorterad både alfabetiskt och systematiskt. Ett exempel på detta är Ale kommun som ligger sorterad under Ale i sökregistret men under rubriken Kommun i adressregistret. Användare av katalogen kan därför ta hjälp av sidhänvisningen i sökregistret för att hitta adressuppgiften. Sökregistret anger också enheters förkortningar och finns publicerat öppet på internet.

## Historia
Katalogen har haft flera utgivare genom åren. Initiativtagare var Bruno Bengtson som jobbade inom Försvarsmakten och gav ut katalogen första gången 1970. Bruno Bengtson och ATFR stod som utgivare fram till år 2000 med Stockholm som utgivningsort. Samma år efterfrågas en ny utgivare från nästa års utgåva. Det är ej klarlagt exakt när ny utgivare tillträder, men från 2008 till 2012 gavs katalogen ut av ATFR Information KB i Fristad. År 2013 har ATFR Information KB sin verksamhet förlagd till både Fristad och Örkelljunga för att från 2014 ange endast Örkelljunga som verksamhetsort. År 2019 upphör ATFR Information som kommanditbolag och ATFR Information blir ett särskilt företagsnamn till Gentus AB. Rättigheterna till ATFR-katalogen kommer därigenom att hamna hos Gentus AB och sedan år 2020 ges katalogen ut av ATFR Information (särskilt företagsnamn till Gentus AB) med verksamhetsort Hovås.

## Oklarheter om första utgivningsår
Enligt uppgift på katalogens hemsida gavs katalogen ut första gången 1970 men i Libris på Kungliga Biblioteket anges första utgivningsår till 1971 där årtalet anges med ett frågetecken (1971?). År 2000 kom utgåva nummer 29 vilket med en årlig utgivning betyder att första utgåvan skall ha utkommit 1972. Det är därför osäkert om första utgivningsår var 1970, 1971 eller 1972, dock kan katalogen ha getts ut de första åren utan att ha varit numrerad.

## Oklarheter om antal utgåvor
I utgåvan 2008 står angivet att årets utgåva är nummer 38. Om nummerserien hade följts från år 2000 skulle utgåvan 2008 dock ha varit nummer 37. Nummerserien tycks därför har brutits någon gång mellan år 2000 och 2008, möjligen till följd av ett misstag eller räknefel. En förklaring kan vara att utgivningen något år tidigarelagts från februari till december och att man då tappat räkningen. En annan förklaring kan vara att det under något av dessa år kommit två utgåvor. Från utgåva 38 år 2008 har nummerserien följts med årlig utgivning till åtminstone utgåva 50 år 2020.

## Format och bindning
Såvitt känt har katalogen under alla år getts ut i format A4. År 2000 var katalogen fortfarande klammerhäftad. Åtminstone från år 2008 fram till år 2014 hade katalogen en ringbindning för att från år 2015 ges ut med limbindning.